# 航天机器人技术公司
航天机器人技术公司，是一家美国私人公司，業務以開發機器人太空船技术為主，機器人太空船可以勘探月球和其他行星。2007年，卡内基·梅隆大学教授瑞德·惠特克及其同事為赢得谷歌月球X大奖而創辦該公司。该公司總部位于宾夕法尼亚州匹兹堡。 